# Rhizomarasmius pyrrhocephalus
Rhizomarasmius pyrrhocephalus är en svampart som först beskrevs av Miles Joseph Berkeley, och fick sitt nu gällande namn av R.H. Petersen 2000. Rhizomarasmius pyrrhocephalus ingår i släktet Rhizomarasmius och familjen Physalacriaceae.   Inga underarter finns listade i Catalogue of Life.